# Höhberg (Tauberbischofsheim)
Der Höhberg ist ein 308 m ü. NHN hoher Berg über dem linken Talhang des Taubertales sowie dem rechten Talhang des zulaufenden Brehmbachtales bei Tauberbischofsheim im Main-Tauber-Kreis in Baden-Württemberg. Obwohl der Fuß des Höhbergs relativ nah an die Bebauung der Kernstadt Tauberbischofsheim beziehungsweise deren Wohnplatzes An der Königheimer Straße heranreicht, liegt er nahezu vollständig in der Gemarkung des Stadtteils Dittigheim.

## Geschichte

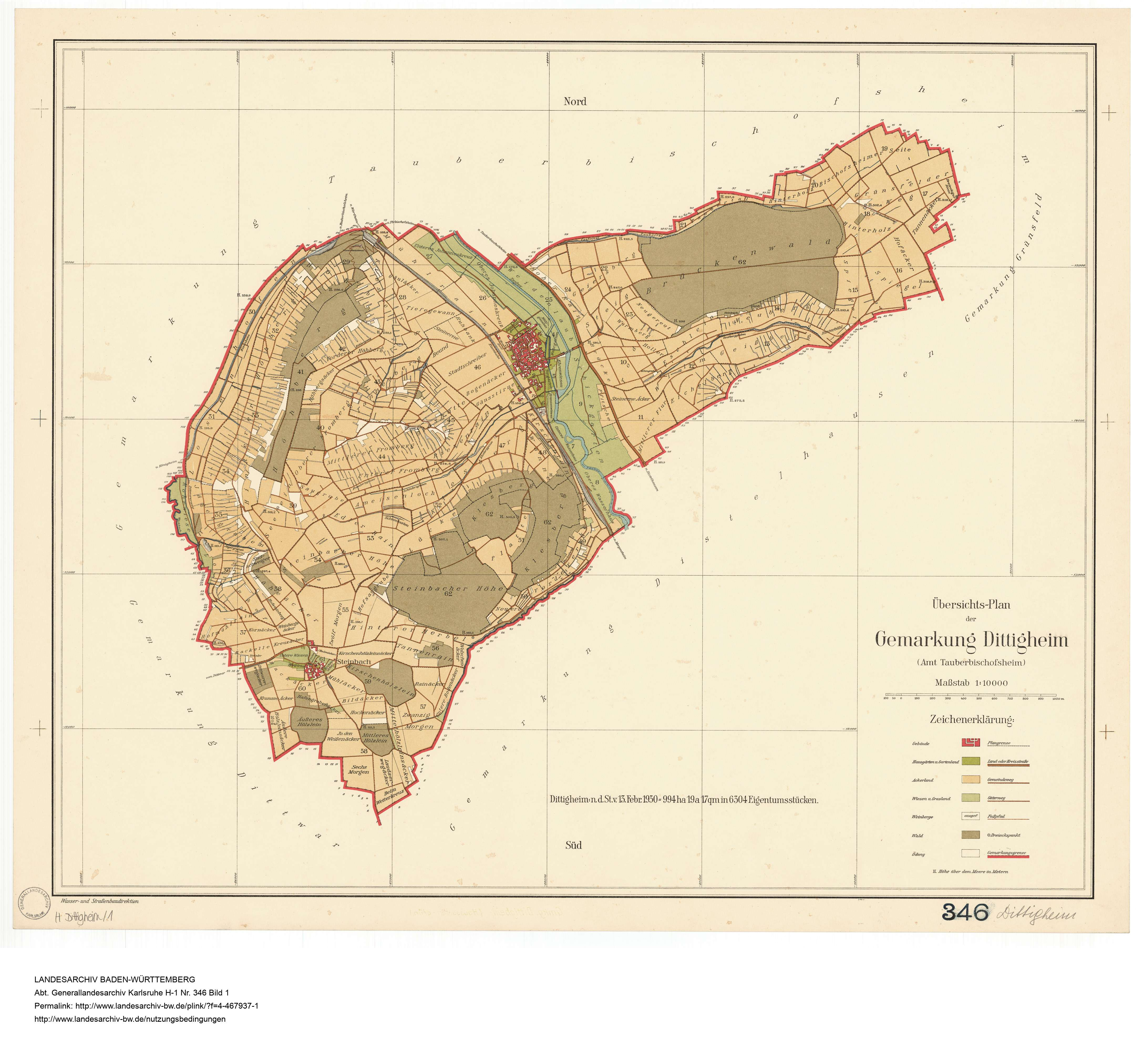
Der Höhberg mit den Gewannen Vorderer Höhberg und Hinterer Höhberg im Nordosten der Gemarkung von Dittigheim, 1930

Bereits im Jahre 1841 war der Nebentalmündungssporn in der Topographischen Karte über das Großherzogtum Baden auf „Blatt 5 Bischofsheim“ (heutiger Ortsname Tauberbischofsheim) als Höhberg verzeichnet. 1903 wurde eine Bismarcksäule auf dem Höhberg eingeweiht.
Eine weitere Erwähnung als Höhberg mit Kapelle folgte auf dem Messtischblatt Nr. 6323 Tauberbischofsheim von 1928.
Auf einem Gemarkungsübersichtsplan von Dittigheim aus dem Jahre 1930 ist der Höhberg mit den Gewannen Vorderer Höhberg und Hinterer Höhberg verzeichnet.

## Weinbau
Die unter der schon damals bewaldeten Gipfelkuppe früher am Westhang zum Brehmbachtal und am Osthang zum Taubertal liegenden Rebflächen sind heute aufgeforstet, Weinbau wird heute nur noch im Gewann Vorderen Höhberg auf einer südostexponierten Teilfläche in einer kleinen Seitentalmulde zum Taubertal hin betrieben.

## Kulturdenkmale am Höhberg
Auf etwa halber Höhe des Höhbergs steht am Nordhang eine Bismarcksäule und an der Ostflanke zum Taubertal die Höhbergkapelle. Die beiden Bauwerke stehen als Kulturdenkmale der Stadt Tauberbischofsheim unter Denkmalschutz.